# Chrysobothris takahashii
Chrysobothris takahashii es una especie de escarabajo del género Chrysobothris, familia Buprestidae. Fue descrita científicamente por Barries en 2009.